# Grzegorz Wesołowski
Grzegorz Wesołowski (ur. 12 marca 1962 w Łodzi) – polski piłkarz, grający na pozycji obrońcy. Po zakończeniu kariery zawodniczej trener piłkarski.

## Życiorys
Wychowanek Łódzkiego Klubu Sportowego. Podczas swojej przygody z piłką bronił także barw Hutnika Kraków, Zawiszy Bydgoszcz oraz Karpat Siepraw.
W 1980 roku zdobył z reprezentacją U-18 srebrny medal mistrzostw Europy.
Jako trener pracował ŁKS-ie, Radomiaku Radom, Lechii Tomaszów Mazowiecki, Olimpii Elbląg. W maju 2012 objął funkcję trenera Pelikana Łowicz, by po prawie dwóch latach (marzec 2014), rozstać się z nim, składając rezygnację tuż przed rozpoczęciem rundy rewanżowej. Od kwietnia do czerwca 2014 oraz od kwietnia 2016 do czerwca był ponownie trenerem Lechii Tomaszów Mazowiecki. Od 19 kwietnia 2017 roku ponownie został trenerem Pelikana Łowicz. 25 października 2017 roku Wesołowski został trenerem Wisły Sandomierz, którą prowadził do czerwca 2018 roku, kiedy to zastąpił go Dariusz Pietrasiak.